# Jennifer Paige
Jennifer Paige, född 3 september 1973 i Marietta, Georgia, USA, är en amerikansk singer/songwriter. Hon hade 1998 en stor hit med låten "Crush".

## Diskografi
Studioalbum
- 1998 – Jennifer Paige
- 2001 – Positively Somewhere
- 2008 – Best Kept Secret
- 2012 – Holiday
- 2017 – Starflower

Singlar
- 1998 – "Crush"
- 1999 – "Sober"
- 1999 – "Always You"
- 2000 – "Beautiful"
- 2001 – "These Days"
- 2002 – "Stranded"
- 2008 – "Wasted"
- 2017 – "Devil’s in the Details"
- 2017 – "Forget Me Not"

Samlingsalbum
- 2003 – Flowers: The Hits Collection